# 鉛玻璃

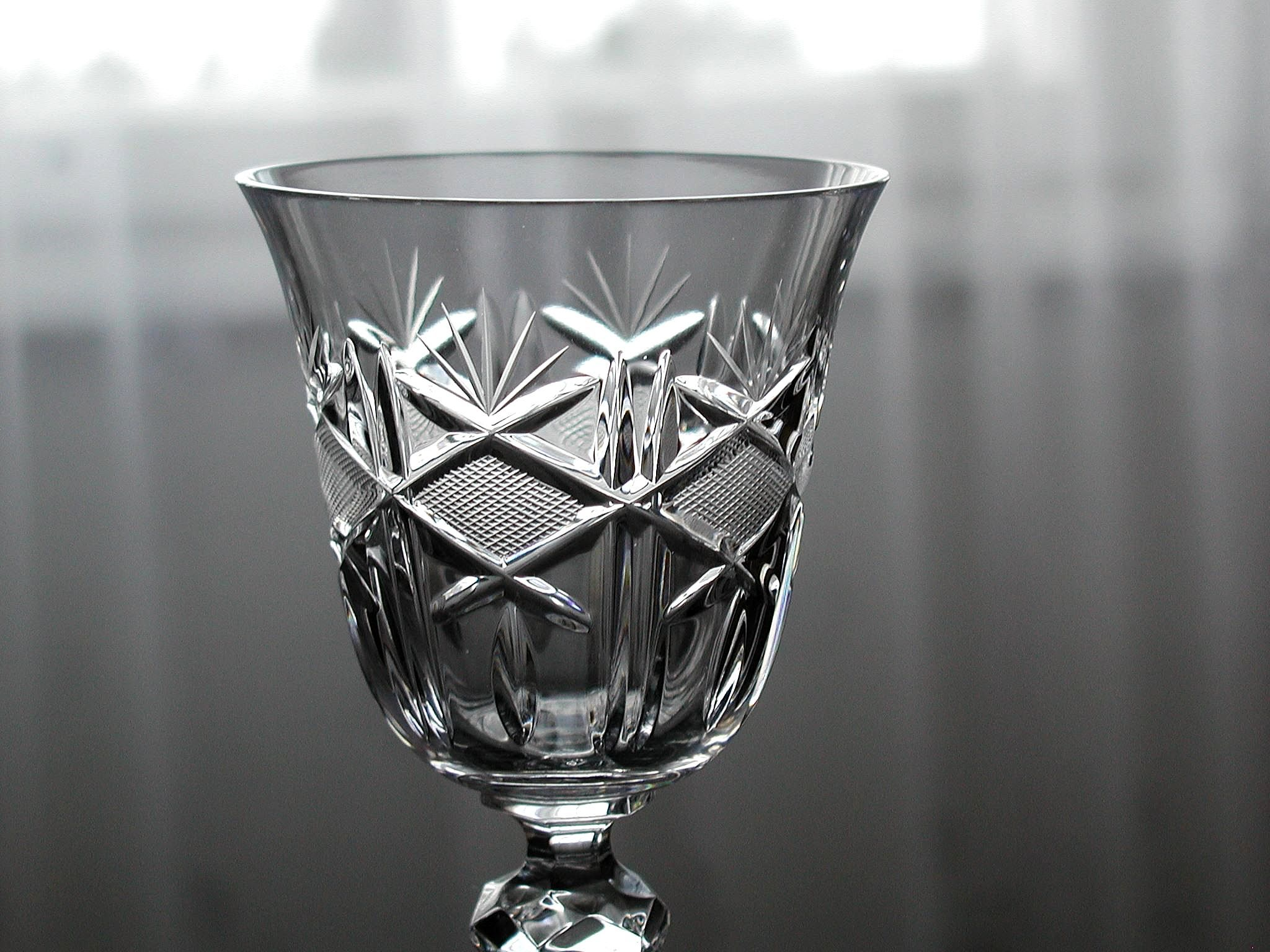
一块鉛玻璃器皿

鉛玻璃是玻璃的一種，與一般碳酸鉀玻璃最大的不同為其中的鈣被鉛取代。鉛玻璃通常含有18至40%氧化鉛（PbO），其中鉛水晶（lead crystal，又因其氧化矽起源而被稱為燧石玻璃）至少含有24%氧化鉛。鉛玻璃製品常因其裝飾性而被收藏。
把10至30%氧化鉛加入玻璃的技術首先由英格蘭人喬治·瑞芬史考夫特於1674年發現，這技術除增進玻璃的外觀外也使玻璃較易以煤粉為燃料的火爐熔解，另外也增長玻璃的可塑時間。
理論上，「鉛水晶」這個名詞不能夠正確形容「鉛玻璃」，因為作為玻璃的一種，鉛玻璃是無定形體（amorphous solid），沒有晶體結構，但今日「鉛水晶」這個名詞仍因歷史和商業因素而被廣泛使用。它源自於威尼斯語的，用於描述穆拉诺岛玻璃工匠模仿的石英。
鉛玻璃器皿曾被廣泛用於儲藏和盛裝飲品，但由於鉛中毒風險今日已甚少使用。因此在水晶玻璃 (crystal glass) 中，其他物質被嘗試用來取代氧化鉛，如氧化鋇 (BaO)、氧化鋅 (ZnO)、氧化鉀 (K2O)。無鉛的水晶玻璃有和鉛水晶近似的折射率、重量較輕，但散射力較差。
由於鉛可阻擋輻射，醫療、學術及工業用的X光室，以及處理放射性物質的實驗室、工廠等，會以鉛玻璃做為屏蔽措施。
在歐盟，水晶產品的標示由歐洲聯盟指令69/493/EEC規範，根據材料的性質與組成區分為四類。只有氧化鉛含量24%以上的玻璃可被稱作鉛水晶，含有較少氧化鉛或用其他金屬氧化物替代的必須標示為晶狀物（crystallin）或水晶玻璃。